# 巴哈伊行政体系
巴哈伊行政体系指巴哈伊信仰的行政管理体制。
巴哈伊行政体系由两部分组成：由选举产生的与受任命的。巴哈伊信仰的最高管理机构是位于海法的世界正义院。
一些特征使巴哈伊行政体系区别于与之类似的世俗政府的体系，如由选举产生的代表须依据他们的内心正义观来行使他们的权力，而非像世俗政府代议机关的代表那样反映他的选民的意志。竞选活动、候选人提名、党派活动都是被禁止的。世界正义院的宗教权威是由巴哈伊信仰的创立者赋予的。
巴哈伊行政体系主要受以下文件所规范，
- 亚格达斯经
- 神圣计划书简
- 卡尔迈勒书简
- 阿博都巴哈的遗嘱

## 结构

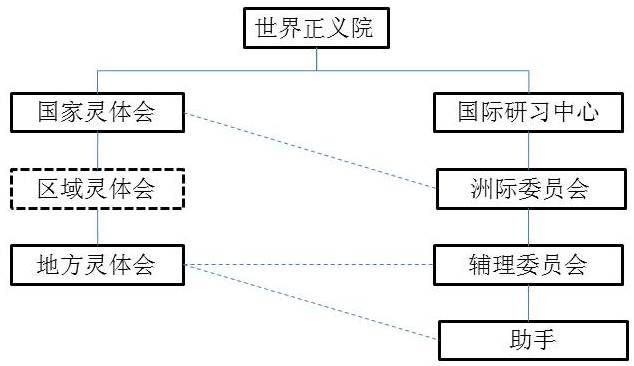
巴哈伊行政体系结构图

巴哈伊行政体系中同时存在选举和任命这两种不同的组成原则，并依这两种原则独立各自机构。选举部分的最高机构是世界正义院，其拥有“制定有关圣作中未被明确提及事项的规定的专属权力”。任命部分的最高机构是圣护，圣护本人被赋予“解释圣作的专属权利”。这两套独立的系统的神圣权威，源自阿博都巴哈的遗嘱中的清楚描述：
“这神圣的嫩枝——上帝圣道的守护者和将由普选产生的世界正义院，皆受阿帕哈美尊照顾与保佑，皆受崇高圣尊庇佑与无误指引（愿我能为他们两者献身）。他们所作的一切决定都是上帝的旨意。违背他或他们就是违背上帝；反抗他或他们就是反抗上帝；反对他就是反对上帝；和他们争斗就是和上帝争斗；和他争论就是和上帝争论；否认他就是否认上帝；不信他就是不信上帝；偏离、脱离和背弃他诚然就是偏离、脱离和背弃上帝。”
在这份遗嘱中，守基·阿芬第被任命为首任圣护。阿博都巴哈同时在其中详述了未来巴哈伊行政体系的结构，并释明了选举和任命程序。守基·阿芬第尽其一生，构建了选举世界正义院所需的基础体系。在此基础上，世界正义院于1963年完成了首次选举。
巴哈伊行政体系中，没有专业的神职人员，一切事务由选举产生的、无党派属性的自我管理组织完成。社群管理与道德管理这两个宗教团体传统机能，也并非通过个人执行，而是由两个分支构成的组织性框架达到目的。

## 选举体系
巴哈伊社群中拥有行政权威的机构由巴哈伊选举产生，这些机构被巴哈欧拉称为“规制者”。这些机构的成员，在个人意义上没有任何权威。当他们以适当的方式组成，并且以一个机构的名义作出决定时，此决定才在这个社群中被视为有效。巴哈欧拉曾设想一个由九名或更多的成年巴哈伊组成的最高正义院与地方正义院。阿博都巴哈则在他的遗嘱中揭示了"第二级"或国家正义院。作为胚胎期的组织，国家和地方正义院目前以“灵体会”称呼之。一般认为，在将来时期成熟时，“灵体会”将转变为功能完善的正义院。
世界正义院在道德上被视为绝无谬误的，虽然这一说法并非以显而易见的方式被理解-因为世界正义院在不仅在制定新的规范，也曾废止自己之前制定的规范。当然，世界正义院不能改动巴哈欧拉与阿博都巴哈在其著作中已明定的规范。除非被其上一级选举产生的机构否决，国家灵体会与地方灵体会的决定必须得到执行。当然仅当相应灵体会由适当的方式组成，且其出席会议的灵体会成员达到法定人数时，上述决定方为有效。这些决定的制定，通过一个适当的磋商程序。

### 世界正义院
世界正义院是巴哈伊信仰的最高管理机构。在巴哈伊圣作中，世界正义院被确认为“至善之源且无缪的”。世界正义院的组成人员由五年一次的选举产生，有选举权的人是时任的国家灵体会的成员。

### 国家灵体会
国家灵体会一般以国家为单位组成。虽然存在某一地区的巴哈伊组建了自己的灵体会的情况，如阿拉斯加。也有多国巴哈伊共同组建同一灵体会的情况，如波罗的海国家，加拿大与美国的巴哈伊在历史上也曾属于一个共同的灵体会管理。 国家灵体会的具体组建方式由世界正义院决定，并可视情况变更。如现在，美国与加拿大已各有自己的灵体会。每个国家灵体会每年由地方灵体会的代表选举产生。

### 地区灵体会
地区灵体会存在于几个较大的建立有国家灵体会的国家。他们受国家灵体会管理，由此灵体会所辖区域的地方灵体会的组成人员选举。他们越来越多的负责起和社区成长与发展有关的活动，也在地方灵体会间有关上述方面事务的协调工作中扮演一定的角色，并对其提供相关指导。

### 地方灵体会
地方灵体会可以以城镇、城市或县为单位组成，并由当地巴哈伊每年一次的直接选举组成。如果一个地区只有9个巴哈伊，那么就没有进行选举活动的必要。地方灵体会负责在地方层面管理巴哈伊的社群生活与其他有关事务，包括十九日灵宴会的协调工作、圣日的纪念活动、葬礼服务、婚姻咨询等等。在实践中，上述职能也有通过地方灵体会任命的专业委员会完成的。

## 任命体系
巴哈欧拉常常提及巴哈伊社群中的“博学者”们。此种类似其他宗教中由专业神职人员担任的道德导师的职位，在巴哈伊中最是以圣辅的形式出现。巴哈欧拉、阿博都巴哈及守基·阿芬第都曾任命若干圣辅。因守基·阿芬第去世，出现了无圣可辅的情形，世界正义院遂建立了顾问系统作为替代。这些经由任命产生的成员以个人为单位履行职责，且没有在具体的事务上发布命令的权威，作为担任顾问角色的“博学者”，他们有道德义务对巴哈伊社群表达他们的担忧和关切。他们常常提醒巴哈伊社群注意信仰核心机构的指导，或者在具体事情发生时提醒大家注意相关的经文。总体而言，他们的职责范围无严格限定，但大致包括传播信仰和维护信仰两方面。

### 国际顾问
国际顾问即国际研习中心的组成人员，是由世界正义院任命的九名巴哈伊。他们在巴哈伊世界中心协助世界正义院的工作。他们在国际层面对巴哈伊社群提供自己的建议，同时他们负责协调洲际顾问的服务工作。

### 洲际顾问
洲际顾问即洲际委员会的组成人员。他们在信息流转上扮演重要角色，如常和国家灵体会直接沟通，向某国的巴哈伊社群传达巴哈伊世界中心的指令。他们往往集中负责一个或几个国家的事务。

### 辅理会
辅理会的成员由洲际顾问任命，他们在更小的地域内协助洲际顾问的工作。他们和相应地域内的地方灵体会或区域委员会一起为服务工作。在某一地域范围内，通常有两类辅理会，一类负责传播信仰、一类负责维护巴哈伊社群。会虽然两类工作常常重叠。两类辅理会均直接向任命他们的洲际顾问负责。

### 助手
助手，辅理会的成员有时在基层会任命一些助手。这些助手经常与基层的地方灵体会沟通，或常常在某些活动中发表讲话，或者整理社群中巴哈伊成员的想法。有时，他们会有非常区域性的指导，如要求对某一城市的青年巴哈伊多加注意。助手依辅理会成员的需要，角色较为灵活。